# Copa Ganadores de Copa 1971
La Recopa Sudamericana de Clubes 1971 fue la segunda y última versión del torneo. El torneo se jugó del 28 de febrero de 1971 hasta el 7 de marzo de 1971. El campeón fue el América de Quito, convirtiéndose así en el primer club ecuatoriano en ganar un título internacional. Nuevamente Brasil y Colombia se negaron a participar en este torneo.
El torneo originalmente, iba a contar con la participación de ocho clubes. El día 25 de febrero de 1971, a tres días de comenzar el torneo, el representante chileno Deportes Concepción, desistió de participar. El representante uruguayo Huracán Buceo, aún no había confirmado su participación, y Argentina tampoco envió un representante, ya que la segunda final de la Copa Argentina entre San Lorenzo y Vélez Sársfield, nunca se jugó.
Debido a  eso, la CONMEBOL convirtió a la Recopa Sudamericana de Clubes 1971 en un torneo amistoso en el que habría un trofeo "no oficial", y sólo sería disputado por los clubes del Grupo 2. Actualmente la CONMEBOL no considera como válido este torneo, aunque la IFFHS lo cuenta en sus estadísticas.
El campeón sería el equipo ubicado en el primer lugar del Grupo 2
Todos los partidos se jugaron en el Estadio Olímpico Atahualpa de Quito.

## Equipos participantes
| País             | Equipo                        | Clasificación                                  |
| ---------------- | ----------------------------- | ---------------------------------------------- |
| Argentina 1 cupo | San Lorenzo / Vélez Sarsfield | Campeón de la Copa Argentina 1970              |
| Bolivia 1 cupo   | Oriente Petrolero             | 3.er puesto del Campeonato Boliviano 1970      |
| Chile 1 cupo     | Deportes Concepción           | Campeón de la Copa Francisco Candelori 1970    |
| Ecuador 1 cupo   | América de Quito              | 3.er puesto del Campeonato Ecuatoriano 1970    |
| Paraguay 1 cupo  | Olimpia                       | 3.er puesto de la Campeonato Paraguayo 1970    |
| Perú 1 cupo      | Juan Aurich                   | 4.º puesto del Campeonato Descentralizado 1970 |
| Uruguay 1 cupo   | Huracán Buceo                 | 3.er puesto del Campeonato Uruguayo 1970       |
| Venezuela 1 cupo | Valencia                      | 3.er puesto del Campeonato Venezolano 1970     |

### Asociaciones que desistieron participar
| País            | Equipo                 | Clasificación                              |
| --------------- | ---------------------- | ------------------------------------------ |
| Brasil 1 cupo   | Atlético Mineiro       | 3.er puesto del Campeonato Brasileño 1970  |
| Colombia 1 cupo | Independiente Santa Fe | 3.er puesto del Campeonato Colombiano 1970 |

- Brasil y Colombia tampoco enviaron representantes a la edición anterior.

## Fase de grupos

### Grupo A
| Equipo                | Pts | PJ | PG | PE | PP | GF | GC | DG |
| --------------------- | --- | -- | -- | -- | -- | -- | -- | -- |
| Deportes Concepción * | 0   | 0  | 0  | 0  | 0  | 0  | 0  | 0  |
| Huracán Buceo *       | 0   | 0  | 0  | 0  | 0  | 0  | 0  | 0  |
| Indefinido*           | 0   | 0  | 0  | 0  | 0  | 0  | 0  | 0  |
| Oriente Petrolero *   | 0   | 0  | 0  | 0  | 0  | 0  | 0  | 0  |

*Argentina no definió un representante, Deportes Concepción y Huracán Buceo se retiraron y no se jugó ningun partido del grupo.

### Grupo B
| Equipo           | Pts | PJ | PG | PE | PP | GF | GC | DG |
| ---------------- | --- | -- | -- | -- | -- | -- | -- | -- |
| América de Quito | 5   | 3  | 2  | 1  | 0  | 5  | 0  | +5 |
| Olimpia          | 4   | 3  | 1  | 2  | 0  | 2  | 1  | +1 |
| Valencia         | 2   | 3  | 0  | 2  | 1  | 2  | 3  | –1 |
| Juan Aurich      | 1   | 3  | 0  | 1  | 2  | 3  | 8  | –5 |

| Fecha         | Sede  | Equipo local     | Resultado | Equipo visitante |
| ------------- | ----- | ---------------- | --------- | ---------------- |
| 28 de febrero | Quito | Olimpia          | 2 - 1     | Juan Aurich      |
| 28 de febrero | Quito | América de Quito | 1 - 0     | Valencia         |
| 3 de marzo    | Quito | América de Quito | 4 - 0     | Juan Aurich      |
| 3 de marzo    | Quito | Olimpia          | 0 - 0     | Valencia         |
| 7 de marzo    | Quito | América de Quito | 0 - 0     | Olimpia          |
| 7 de marzo    | Quito | Valencia         | 2 - 2     | Juan Aurich      |

## Final
| Fecha | Sede | Equipo local    | Resultado | Equipo visitante |
| ----- | ---- | --------------- | --------- | ---------------- |
| -     | -    | Ganador Grupo A | VS        | América de Quito |

El Grupo A nunca se jugó por lo que América de Quito no tuvo rival en la final y fue declarado Campeón.
| Campeón América de Quito 1er. título |